# 野球解説者
野球解説者（やきゅうかいせつしゃ）は、野球の実況中継で試合の内容を解説する人物である。元野球選手など野球関係者が多い。

## 日本プロ野球
日本のプロ野球実況中継は、戦前のラジオ放送が端緒である。戦後しばらくはアナウンサーによる試合の経過実況のみであったが、プロ野球が人気を博したことから試合理解の一助として、元野球選手や野球評論家などが解説者として起用された。小西得郎が野球解説の第一人者と言われる。
多くは各放送局と年契約を結び、中継試合の解説に加えて、契約局のスポーツ番組出演、試合当日の詳細な事後解説、系列や提携局の中継とスポーツ番組出演、近年は契約局のバラエティ番組出演、など務める。
昨今は地上波テレビ放送、衛星放送、ラジオ放送、インターネット放送など、解説者の活動場面は拡大し、本数契約として複数の放送局で活動するフリーランスの解説者も見られる。

## 日本アマ野球
高校野球、大学野球、社会人野球などアマチュア野球は中継放送が僅少で、野球解説を生業とする者はほぼ見られない。
プロ野球の解説者と兼任している例は、プロ野球解説者がゲスト出演する事例を除けば、有本義明などアマチュア野球と新聞記者出身者の例がかつて見られた。2022年は元北海道釧路工業高等学校監督の宮古栄吉が、NHKで北北海道・南北海道大会の解説、エフエムくしろで釧路市民球場開催の北海道日本ハムファイターズ戦中継の解説、それぞれを務める事例がある。
これらアマチュア野球の放送は、元監督など経験を有するアマ野球関係者が解説者として広く招かれている。中村良二や榊原聡一郎など、元プロ野球選手の高校野球指導者がゲストで招かれた例もある。

## その他の関連項目
- プロ野球
- スポーツ解説者